# Euspilotus laridus
Euspilotus laridus är en skalbaggsart som först beskrevs av J. L. Leconte 1851.  Euspilotus laridus ingår i släktet Euspilotus och familjen stumpbaggar. Inga underarter finns listade i Catalogue of Life.